# Lobeck Glacier
Lobeck Glacier är en glaciär i Antarktis. Den ligger i Östantarktis. Nya Zeeland gör anspråk på området. Lobeck Glacier ligger 1 387 meter över havet.
Terrängen runt Lobeck Glacier är kuperad österut, men västerut är den bergig. Trakten är obefolkad. Det finns inga samhällen i närheten. 